# Positive end-expiratory pressure
Positive end-expiratory pressure (PEEP) är en inställning vid respiratorbehandling vilket innebär ett positivt andningstryck i slutet av utandningen. Detta motverkar sammanfall av alveoler när luftvolymen minskar i slutet av utandningen. Den gör även så att slem från de perifera luftvägarna, alveolerna, lättare transporteras till de centrala luftvägarna, bronkerna så att det kan transporteras bort. Motsvarande faktor vid spontanandning är CPAP vilket innebär ett kontinuerligt positivt tryck under hela andningscykeln. PEEP brukar i praktiken ställas på minst 5 cm H2O, men kan om patienten har syresättningsproblem ökas, dock inte så mycket att topptrycket (det högsta trycket under andningscykeln) blir för högt.